# Klokánek králíkovitý
Klokánek králíkovitý (Bettongia penicillata) je malý, klokanovi podobný vačnatec, žijící v lesnatých oblastech jihozápadní Austrálie.

## Popis
- hmotnost: 1,1–1,6 kg
- délka těla: 30–38 cm
- délka ocasu: 29–36 cm

Klokánek králíkovitý je drobný klokánek s dlouhým ocasem, který je stejně dlouhý jako tělo zvířete. Má šedohnědou srst, na čenichu a na ocase velmi krátkou. Ocas je zakončen černým střapcem.

## Rozšíření
Před příchodem bílých osadníků se klokánek králíkovitý vyskytoval v celé jihovýchodní, jižní i jihozápadní Austrálii, ve Velké Viktoriině poušti, Velké písečné i Gibsonově poušti a rovněž v poušti Tanami v Severním teritoriu.
Kolonizace s sebou přinesla vykácení lesů a křovin, ve kterých klokánci žili, nové potravní konkurenty, králíky, a nové predátory, hlavně lišku. To ve svém důsledku vedlo k rychlému úbytku klokánků a již na začátku 20. století z většiny svého bývalého areálu zmizeli. Poddruh B. penicillata penicillata z Jižní Austrálie byl vyhuben okolo roku 1923. Jediným místem, kde se klokánkům podařilo přežít, byly čtyři lokality na jihozápadě Západní Austrálie.
Naštěstí pro klokánky králíkovité byly zahájeny programy na jejich záchranu. V zajetí se dobře a rychle množí, problémem však zůstaly lišky a domácí kočky, které decimovaly v přírodě žijící populaci.
Pokusy oplotit přírodní rezervace a zabránit tak nepůvodním placentálním savcům dále ničit klokánky se nesetkaly s přílišným úspěchem – v 80. letech 20. století proto byli klokánci převezeni na ostrovy při pobřeží jižní Austrálie, kam se králíci, hlodavci, lišky, kočky ani zdivočelí psi nedostali. Životaschopná populace vznikla na dvou z nich – na ostrovech Wedge a Saint Peter v Adelaidském zálivu. Tyto populace pak posloužily jako zdroj klokánků k vysazení na další chráněné lokality, tentokrát i na pevnině, do přírodního parku Yookamurra Sanctuary (1991) a do zátoky Venus Bay (1994), což jsou oplocené rezervace, ve kterých jsou klokánci králíkovití chráněni před škůdci.
V roce 1999 proběhla poslední vlna reintrodukce klokánka na další vhodné lokality.

## Stanoviště
Klokánek králíkovitý žije ve světlých lesích, hájích, křovinách a ve vysoké trávě.

## Biologie

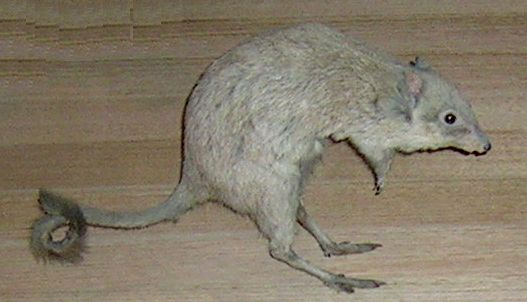
Vycpaný klokánek králíkovitý

Je to samotářské zvíře, každý jedinec obývá vlastní domovský okrsek, který má rozlohu 20–40 ha. Jsou aktivní v noci, den tráví v hnízdech postavených z trávy a kůry stromů, samotná hnízda jsou dále skrytá pod keři nebo jinou vegetací. Materiál na stavbu přináší s pomocí chápavého ocasu.
Živí se nezelenými částmi rostlin – cibulemi, hlízami nebo semeny, pryskyřicí a plodnicemi podzemních hub. Houby samotné nejsou příliš výživnou stravou, ale klokánek králíkovitý hostí ve svém předžaludku symbiotické bakterie, díky kterým dokáže zužitkovat i tento zdroj potravy. Kromě rostlin pojídá také hmyz a mršiny.
Rozmnožují se celoročně, březost trvá 21 dní. Jediné mládě pak dalších 98 dní tráví ve vaku, pak je samice vodí tak dlouho, dokud její vak neopustí další mládě. Klokánek králíkovitý se dožívá 4–6 let.

## Poddruhy
Všichni dnes žijící klokánci králíkovití patří do poddruhu B. penicillata ssp. ogilbyi.

## Ohrožení
Patří mezi kriticky ohrožené druhy. Ohrožen stále zůstává zejména kvůli člověkem vysazeným predátorům. Prozatím se však zdá, že budoucnost klokánka králíkovitého je zajištěna, bude-li mu dále poskytována ochrana. Pro budování zdravé populace v lidské péči je zařazen do Evropského záchovného programu.

## Chov v zoo
Klokánek králíkovitý byl na začátku roku 2018 v Evropě chován ve 29 zoo. V rámci Evropské asociace zoologických zahrad a akvárií (EAZA) se jedná o max. 90 jedinců. Pro tento druh je veden evropský záchovný program (EEP). Na počátku roku 2018 v Česku tento druh chovalo šest zoo. V říjnu 2019 se mezi chovatele zařadila také Zoo Děčín. Na konci roku 2019 se tak jednalo o sedm zoo s tímto druhem, což v počtu veřejných chovatelů řadilo Česko na druhé místo za Německem. Chov tak v tu dobu probíhal konkrétně v těchto zoologických zahradách:
- Zoo Brno
- Zoo Děčín
- Zoo Hluboká
- Zoo Jihlava
- Zoo Olomouc
- Zoo Plzeň
- Zoo Praha

Na Slovensku tento druh chovala na konci roku 2019 Zoo Bratislava, v roce 2021 také Zoo Košice.

### Chov v Zoo Praha
Zoo Praha chová klokánka králíkovitého od roku 2001. Původní samec se narodil v Zoo Dvůr Králové, dvě samice ze Zoo Olomouc. První mládě se narodilo o dva roky později. Od té doby se do počátku roku 2018 podařilo odchovat 19 mláďat. Po dožití původních zvířat došlo v roce 2017 k oživení krve a chovu. Nejprve dorazil samec ze Zoo Riga v Lotyšsku a následně mladá samice z maďarské Budapešti (její rodiče z nepříbuzného chovu v Severní Americe, a proto velmi cenná linie). Na konci roku 2017 tak žil v zoo tento jeden pár, kterému se na počátku roku 2018 narodilo mládě. V průběhu roku 2018 se nakonec narodili čtyři samci tohoto druhu. Ke konci roku 2018 bylo chováno pět samců a jedna samice.
Klokánci králíkovití jsou k vidění v noční části pavilonu Indonéská džungle.